# Debbie Steele
Debbie Steele (Edmonton, 22 settembre 1958) è un'ex cestista canadese.

## Carriera
Con il Canada ha disputato i Campionati mondiali del 1979.